# Myra, Norge
Myra är en kyrkby som utgör centralort och enda tätort i Vegårsheis kommun i Agder fylke i södra Norge. Orten ligger där fylkesväg 414 möter fylkesväg 416, vid sidan av Sørlandsbanan. Här finns Vegårsheis kyrka.

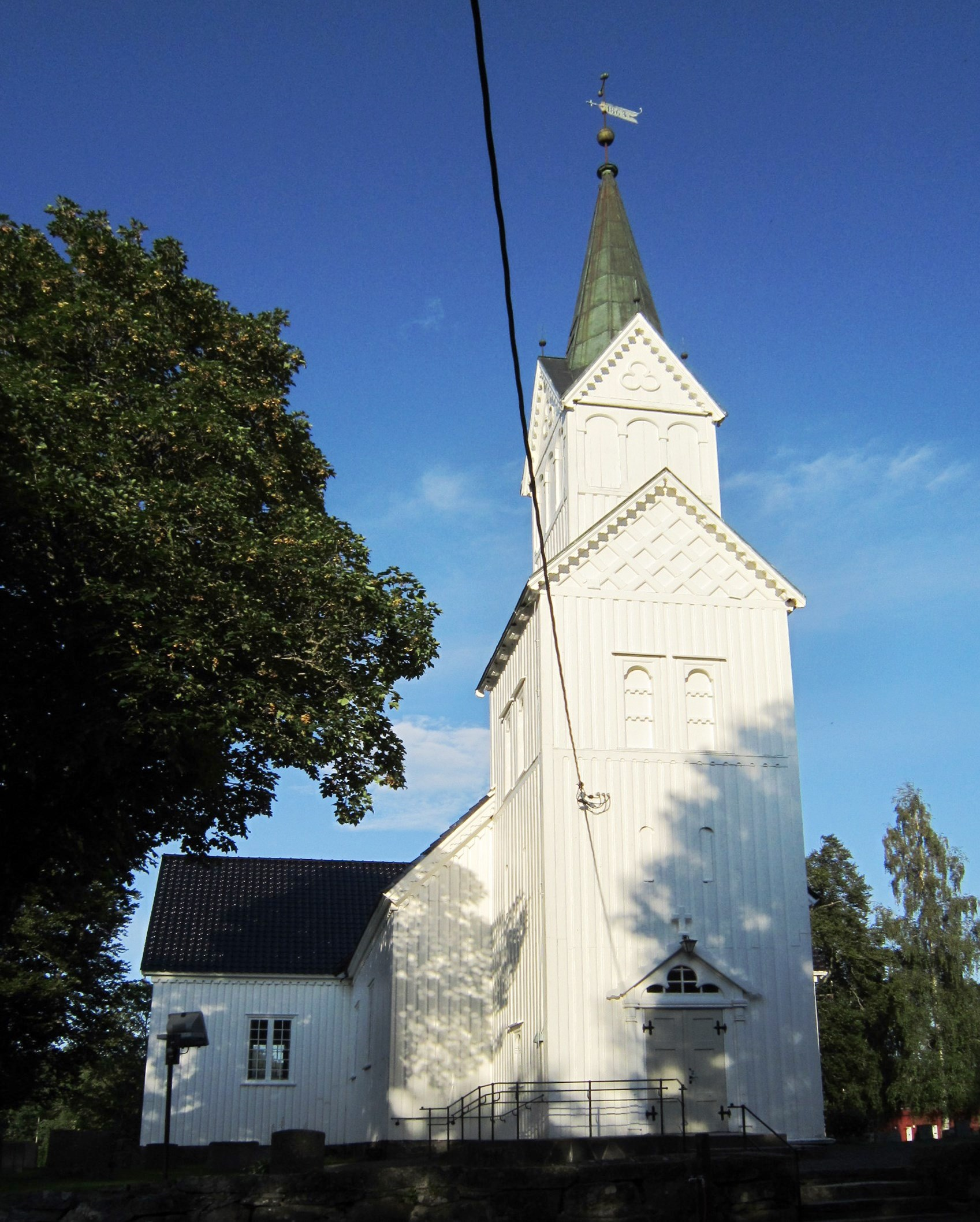
Vegårsheis kyrka.